# Estéril (cirugía)
En Ciencias de la Salud, el término estéril se usa para designar a todo aquel objeto o sustancia que está libre de microorganismos y que es incapaz de producir cualquier forma de vida. Este término fue acuñado por Louis Pasteur al presentar su trabajo en la Academia de Ciencias, en el cual incluyó:

Si tuviera el honor de ser cirujano, jamás introduciría en el cuerpo de un hombre un instrumento cualquiera sin haberlo pasado por la flama antes de la operación.